# David Rose
David Rose (ur. 15 czerwca 1910 w Londynie, zm. 23 sierpnia 1990 w Burbank) – amerykański twórca słów do piosenek, kompozytor, aranżer, pianista i dyrygent pochodzenia żydowskiego. Jego najbardziej znane utwory to The Stripper, Holiday for Strings i Calypso Melody. Tworzył muzykę do seriali telewizyjnych Domek na prerii, Autostrada do nieba, Bonanza i wielu innych pod własnym nazwiskiem lub pod pseudonimem „Ray Llewellyn”. Ponadto był również dyrektorem muzycznym programu telewizyjnego Reda Skeltona, który przez 21 lat emitowano na antenach CBS i NBC. Laureat czterech nagród Emmy w kategoriach muzycznych. Należał do korporacji Phi Mu Alpha Sinfonia zrzeszającej muzyków płci męskiej. Był pierwszym mężem Judy Garland.

## Kariera
David Rose urodził się w Londynie w rodzinie żydowskiej, ale w 1914 wraz z rodziną przeprowadził się do Chicago. W wieku 7 lat rozpoczął naukę gry na fortepianie. W 1924 roku został uczniem Chicago Musical College. Mając 16 lat, grą na fortepianie akompaniował zespołowi tanecznemu Teda Fiorioto. Od 1929 zaczął pracować jako rezerwowy pianista, dyrygent i aranżer w NBC Radio.
W 1938 roku wyjechał do Hollywood. W 1941 roku został dyrektorem muzycznym w wytwórni filmowej Metro-Goldwyn-Mayer, w której pracował przez 27 lat, podczas których stworzył muzykę do 25 filmów. W listopadzie 1942 wystąpił do Armii Stanów Zjednoczonych. Spędził tam 3 lata. Po II wojnie światowej powrócił do MGM na dotychczasowe stanowisko. Równocześnie piastował stanowisko dyrektora muzycznego w programie radiowym Reda Skeltona, który na początku lat 50. przeniesiono do telewizji CBS. W tej i następnej dekadzie oprócz tworzenia ścieżek dźwiękowych do filmów, tworzył również własne utwory, które wydawano w postaci singli. W 1957 roku otrzymał złotą płytę za utwór Calypso Melody, który rozszedł się w nakładzie miliona sztuk. W 1962 wydał przebój The Stripper, użyty w musicalu Cyganka. Wykorzystano go również w filmach: Na lodzie, Goło i wesoło, Wallace i Gromit: Klątwa królika oraz w serialach Mała Brytania i Hoży doktorzy.
Od 1959 tworzył podkład muzyczny do serialu Bonanza. Napisał także ścieżkę dźwiękową do seriali telewizyjnych Ojciec Murphy i Autostradą do nieba.

## Życie prywatne

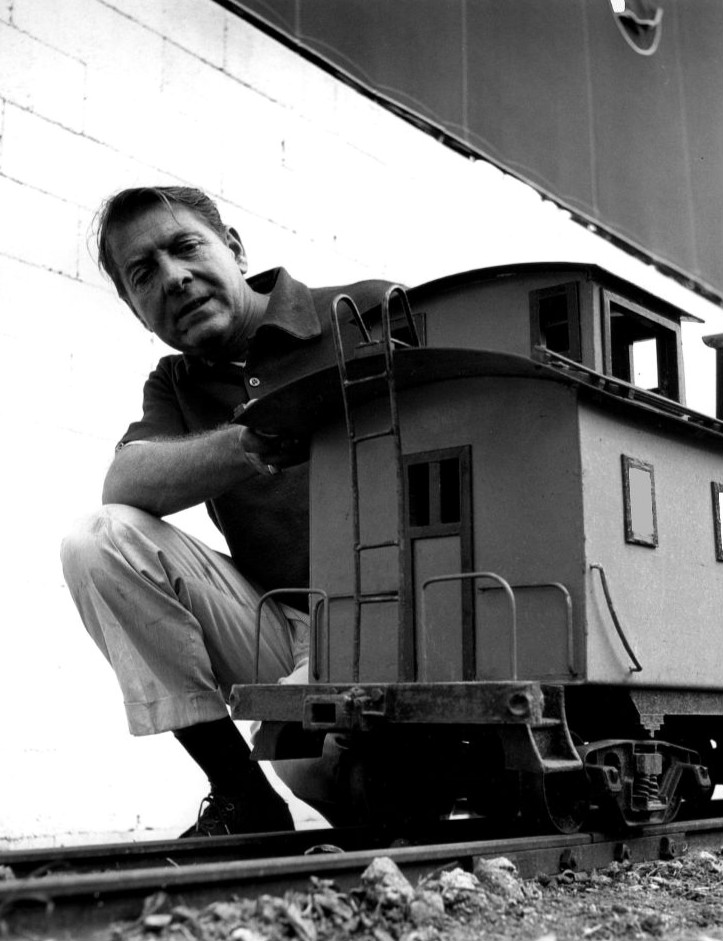
Rose z jednym ze swoich pociągów, 1959

8 października 1938 poślubił aktorkę Mathę Raye. Rozwiedli się 19 maja 1941. 28 lipca tego samego roku 31-letni Rose ożenił się z 19-letnią aktorką Judy Garland. Nie mieli dzieci, choć podobno Garland co najmniej raz dokonała aborcji, ulegając naciskom matki, Rose’a i MGM. Garland i Rose rozwiedli się w 1944 roku.
Z trzecią żoną, Betty Bartholomew, miał dwie córki: Melanię i Angelę. Jego wnuczką jest piosenkarka Samantha James. Był przyjacielem Michaela Landona.
Jego pasją była kolej. Posiadał dużą kolekcję miniaturowych pociągów, a w ogrodzie jego domu w Sherman Oaks ułożono kolej wąskotorową.
Zmarł w St. Joseph's Hospital w Burbank w stanie Kalifornia w wieku 80 lat z powodu powikłań związanych z chorobą serca. Został pochowany na Cmentarzu Mount Sinai Memorial Park w Hollywood Hills.

## Nagrody

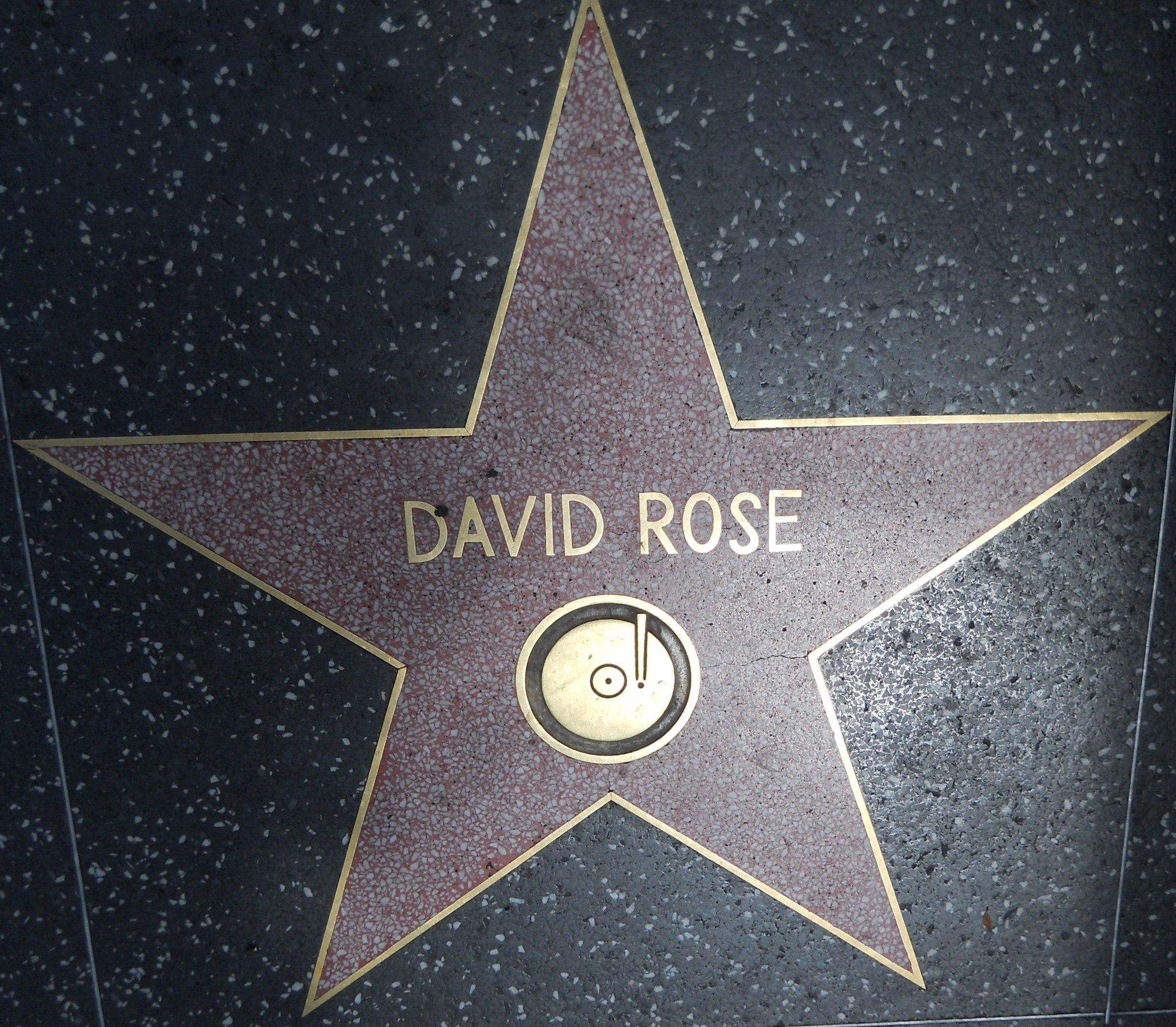
Gwiazda na Hollywoodzkiej Alei Sław przy 6514 Hollywood Blvd.

Był dziewięciokrotnie nominowany do nagrody Emmy; zdobył ją 4 razy. Otrzymał również złotą płytę. Dwukrotnie nominowano go do Oscara i sześciokrotnie do nagrody Grammy.